# Mehmed I Giraj
Mehmed I Giraj (kt. I Mehmed Geray; 1465, Krim — 1523, Krim) bio je krimski kan i prvi sin Menglija Giraja.

## Život
Mehmed je rođen u 1465, kao i Selim I, muž njegove sestre Ajše Hafse. Mehmed je vladao 8 godina. Na presto je došao 1515. godine, nakon smrti svoga oca Mengli Giraja, i vladao je sve do svoje smrti 1523. godine. Godine 1520. potpisao je mir za ujedinjenje kraljevine Poljske i Litvanije. Godine 1521. uzeo je Kazan, koji mu je dao njegov brat Sahib I Giraj, koji ga je nasledio. Mehmed je pobedio Vasilija III u Moskvi, sa snažnom tatarskom vojskom.
Mehmed je umro 1523. godine, verovatno na Krimu.